# 42P/Neujmin
42P/Neujmin o Neujmin 3 è una cometa periodica del Sistema solare, scoperta il 2 agosto 1929 da Grigorij Nikolaevič Neujmin ed appartenente alla famiglia delle comete gioviane.
L'orbita seguita dalla cometa appare molto simile a quella posseduta dalla cometa 53P/Van Biesbroeck precedentemente a un passaggio moderatamente ravvicinato al pianeta Giove, avvenuto nel 1850. Ciò lascia supporre che i due corpi siano in realtà frammenti dello stesso progenitore.